# Starz
Starz  — американський кабельний та супутниковий телевізійний канал.

## Історія
Starz! було запущено 1 лютого 1991 року. Канал Starz спочатку називався «Starz!», але в 2005 році знак оклику прибрали. Starz – це американський платний канал, який показує новинки кіноіндустрії та серіали. Відомо, що має понад 20 мільйонів передплатників. Окрім фільмів Starz показує серіали, зокрема й власного виробництва.
5 квітня 2016 року відбувся ребрендинг, новий логотип був стилізований як STARZ. Частиною процедури стало включення до списку телеканалів Encore , що транслюються, тим самим Starz міг пропонувати глядачеві 14 каналів з преміум контентом. Головний телеканал був перейменований на Starz Encore, крім фільмів там транслювалися повтори програм Starz Originals.
30 червня 2016 року Lionsgate погодився купити Starz Inc. за 4,4 млрд дол. готівкою та акціями; угода завершилася 8 грудня.
У квітні 2019 року телеканал розкритикував медіа та Electronic Frontier Foundation за подачу в Twitter з посиланням на DMCA вимог видалити твіти з посиланнями на новини, де обговорювалося піратство (але не було ні піратського контенту, ні посилань на нього). У результаті Starz вибачився, пояснивши розсилку DMCA помилкою свого підрядника - компанії The Social Element.

## Поточні телесеріали
- Чужоземка (2014)
- Дівчина за викликом (2016)
- Кайфтаун (2020)
- Долина спокуси (2020)
- Сліпі плями (2021)
- Хіли (2021)
- Сяюча долина (2022)
- Стати Єлизаветою (2022)

## Інші відомі телешоу
- Спартак: Кров та пісок (2010)
- Стовпи землі (2010)
- Спартак: Боги арени (2011)
- Камелот (2011)
- Бос (2011—2012)
- Спартак: Помста (2012)
- Чарівне місто (2012—2013)
- Спартак: Війна проклятих (2013)
- Демони Да Вінчі (2013—2015)
- Чорні вітрила (2014—2017)
- Влада у нічному місті (2014—2020)
- Еш проти зловісних мерців (2015—2018)
- Американські боги (2017—2021)
- По той бік (2019—2021)